# Grant Fox

a Compétitions nationales et continentales officielles uniquement.

b Matchs officiels uniquement.
Dernière mise à jour le 28 décembre 2009.
Grant Fox, né le 6 juin 1962 à New Plymouth, est un joueur de rugby néo-zélandais, évoluant au poste de demi d'ouverture. Vainqueur de la première édition de la  Coupe du monde, en  1987, compétition dont il termine avec le meilleur total de points marqués, il est, au terme de sa carrière, l'international néo-zélandais comptant le plus de points en sélection, avant ensuite d'être privé de ce record par Andrew Mehrtens.

## Biographie
Il dispute ses premières rencontres sous le maillot de la Nouvelle-Zélande à l'occasion d'une tournée aux Fidji où il dispute deux rencontres de semaines, contre le quinze du Président et l'équipe d'Eastern XV, Wayne Smith, le titulaire du poste de demi d'ouverture disputant le match, qui n'est pas considéré comme test, face aux Fidji. Il est de nouveau utilisé l'année suivante, lors d'une tournée en Argentine, où, après deux rencontres, il obtient sa première sélection avec les All Blacks lors du premier test face aux Argentins. Smith, malade lors du premier, retrouve ensuite sa place de titulaire lors du deuxième test.
Durant l'année 1986, il est en concurrence avec un autre ouvreur, Frano Botica. Cette rivalité oppose deux joueurs aux qualités différentes, Botica plus joueur et attaquant à la main, Fox, ouvreur précis dans tous ses coups de pied, de déplacement, chandelles, pénalités ou drops. C'est alors Botica qui occupe le poste de titulaire chez les All blacks. Fox est toutefois toujours présent dans l'effectif néo-zélandais, disputant trois rencontres lors de la tournée en France.
Lors de l'année 1987, Fox s'impose au poste de titulaire lors du mondial, première édition de la coupe du monde, organisée conjointement en Nouvelle-Zélande et Australie. Il dispute les six rencontres jouées de son équipe, inscrivant 22, 26, 22, 22, 17 et 17 points face à l'Italie, les Fidji, l'Argentine, l'Écosse, le pays de Galles et la France en finale. Il s'illustre notamment lors de cette finale en inscrivant quatre pénalités, une transformation et un drop. Avec 116 points, il est le meilleur marqueur de la compétition, ce total étant toujours, après la dernière édition disputée en 2011, le meilleur total réalisé sur une édition. Le titre de champion du monde est confirmé un mois plus tard par une victoire lors de la Bledisloe Cup face aux Wallabies.
En 1988, il continue d'occuper le poste de titulaire, remportant deux victoires en mai et juin face aux Gallois, puis disputant trois rencontres, deux victoires et un nul face aux Wallabies. En 1989, il inscrit 13 puis 18 points lors de deux victoires face aux Français, en tournée en Nouvelle-Zélande. Cette saison continue par deux victoires face aux Argentins, deux face aux Australiens. En novembre, il participe à la tournée en Europe, remportant les tests face aux Gallois et aux Irlandais.
C'est face à une autre nation britannique qu'il inscrit son premier essai en tests, face à l'Écosse à Dunedin en juin de l'année suivante. Avec les All Blacks, il remporte trois nouvelles victoires, lors du deuxième test face aux Écossais et lors de deux tests face aux Wallabies. Il est également présent lors du test suivant, à Wellington, où les Wallabies s'imposent sur le score 21 à 9, neuf points de Fox, mettant ainsi un terme à une série de 50 matchs d'invincibilité pour les All Blacks, dont 23 tests, ce qui est alors un record mondial. Les All Blacks disputent ensuite deux tests en France, deux victoires 24 à 3 et 30 à 12.
Les All Blacks, préparent la Coupe du monde 1991, disputée en Europe, principalement en Angleterre qui doit accueillir la finale à Twickenham, en remportant deux victoires face aux Argentins à Buenos Aires, puis s'inclinant face aux Wallabies à Sydney et prenant leur revanche à Auckland. Lors de la phase de poule, les All Blacks s'imposent 18 à 12 à Twickenham face aux Anglais, puis 46 à 6 face aux États-Unis, rencontre où Fox est laissé au repos au profit de Jon Preston, 31 à 21 face à l'Italie. Victorieux du Canada sur le score de 29 à 13 en quart de finale, les All Blacks s'inclinent face à leur rivaux de l'hémisphère sud. Fox inscrit les six points de la défaite 16 à 6 à Lansdowne Road.
Lors de l'année 1992, Fox est mis en concurrence avec Walter Little, qui dispute deux des trois tests face à un quinze mondial en tournée en Nouvelle-Zélande pour honorer le centenaire de la fédération néo-zélandais. Il est également remplaçant lors des deux tests face aux Irlandais, avant de retrouver un poste de titulaire lors des trois tests en Australie, deux défaites à Sydney et Brisbane, et une victoire à Sydney. L'événement majeur de l'année est toutefois la rencontre de Johannesburg face aux Springboks, qui renoue avec le rugby international après le boycott lié à l'apartheid. Les All Blacks remportent cette rencontre sur le score de 27 à 24, avec 12 points de Fox.
Pour la première fois de sa carrière, ils affrontent les Lions britanniques lors de la tournée de ces derniers. Grâce à une pénalité contestée lors de la dernière minute, il donne la victoire à son équipe sur le score de 20 à 18. Les Lions se donnent la possibilité de remporter la série en s'imposant lors du deuxième test sur le score de 20 à 7. Les All Blacks, avec 15 points de Fox, remporte la série grâce à une victoire 30 à 13 à Auckland.
Les All Blacks enchaînent ensuite par deux victoires, à Dunedin face aux Australiens, et à Auckland face aux Samoas, rencontre où il met un terme à sa carrière internationale, détenant alors le record de points marqués par un international néo-zélandais.

## Après carrière
Après sa carrière, il est resté dans le monde du rugby, effectuant des commentaires sportifs pour la télévision. Il a également fait partie de l'équipe d'entraîneurs de la province d'Auckland dans le championnat néo-zélandais ou de la franchise des Auckland Blues, participant ainsi à la victoire de ceux-ci dans le Super 12 2003.
De 2012 à 2022, il est sélectionneur indépendant de l'équipe de Nouvelle-Zélande de rugby à XV. Son rôle consiste à visionner et analyser les matchs des All Blacks (en sélection comme en club) pour fournir au vrai sélectionneur ses résultats sur le jeu ou les performances des joueurs. Il n'est pas membre de l'encadrement de l'équipe qui travaille avec les joueurs sur le terrain.

## Palmarès

### En équipe nationale
- Vainqueur de la  Coupe du monde en 1987.
- Troisième de la Coupe du monde en 1991

## Statistiques
Grant Fox dispute 46 tests avec la Nouvelle-Zélande, entre le 26 octobre 1985 à  Buenos Aires contre l'Argentine et le 31 juillet 1993 à Auckland face aux Samoa. Lors de ces 46 rencontres, dont 45 en tant que titulaire, il présente un bilan de 38 victoires, sept défaites et un nul. Au total, en comptant également les rencontres de tournée non considérées comme tests, il porte à 78 reprises le maillot des All Blacks, dont deux en tant que remplaçant.
Il participe à deux éditions de la Coupe du monde de rugby à XV, lors de la première édition de 1987, disputant les six rencontres jouées par les All Blacks, et lors de l'édition de 1991 où il joue quatre matchs.
Il inscrit 645 points en tests, se décomposant en un essai, 118 transformations, 128 pénalités et sept drops. Ses statistiques pour l'ensemble des matchs sous le maillot noir sont de 1 067 points, deux essais, 225 transformations, 192 pénalités et onze drops. Ses 645 points constituent alors le record pour in international néo-zélandais, avant d'être battu plus tard par Andrew Mehrtens,.